# マウビン
マウビン（မအူပင် ,Maubin） は、ミャンマー南西部エーヤワディ地方域の都市。1993年時点の人口は42,000人である。 バマル人やカレン人が中心である。
エーヤワディ・デルタを荒廃させたサイクロン・ナルギスの際、ビルマ軍は、より悪い被害を受けた地域の荒廃から逃れるため、マウビンへの難民の護送を提供した。

## 交通
マウビンには、マウビン橋、カティヤ橋、パンタナウ橋、ボーミャット・フトゥン橋の4つの橋がある 。 マウビン橋は、容量60トンの鉄筋コンクリート製の橋であり、1994年4月4日に礎石が敷設された。橋は1998年2月10日に正式に開通した。

## 出身者
バー・モウ